# آني هاردي
آني هاردي (بالإنجليزية: Annie Hardy) هي مغنية وعازفة قيثارة أمريكية، ولدت في 5 يونيو 1981.

## وصلات خارجية
- آني هاردي على موقع IMDb (الإنجليزية)
- آني هاردي على موقع ألو سيني (الفرنسية)
- آني هاردي على موقع ميوزك برينز (الإنجليزية)
- آني هاردي على موقع أول موفي (الإنجليزية)
- آني هاردي على موقع ديسكوغز (الإنجليزية)